# Търпо Василев
Търпо Василев е български революционер, войвода на Вътрешната македоно-одринска революционна организация и Вътрешната македонска революционна организация.

## Биография
Търпо Василев е роден в преспанското село Горица (Долна Горица или Горна Горица), тогава в Османската империя, днес в Албания. Присъединява се към ВМОРО. При избухването на Илинденско-Преображенското въстание през лятото на 1903 година Василев оглавява въстаническа чета и с нея се сражава при Стение, при Горица и при Горичката планина.